# Shelby County (Tennessee)
Das Shelby County ist ein County im US-amerikanischen Bundesstaat Tennessee. Das U.S. Census Bureau hat bei der Volkszählung 2020 eine Einwohnerzahl von 929.744 ermittelt. Der Verwaltungssitz (County Seat) ist Memphis.
Das Shelby County liegt im Zentrum der Metropolregion Memphis.

## Geografie
Das County liegt im äußersten Südwesten von Tennessee und grenzt im Süden an Mississippi sowie getrennt durch den Mississippi im Westen an Arkansas. Das Shelby County hat eine Fläche von 2030 Quadratkilometern, wovon 75 Quadratkilometer Wasserfläche sind.
Die bedeutendsten Flüsse, die durch das County fließen, sind der Loosahatchie River, der Nonconnah Creek und der Wolf River, die alle in den Mississippi River entwässern. Dieser bildet an der Stelle, an der er den Bundesstaat in Richtung Mississippi verlässt, den niedrigsten Punkt in Tennessee.
An das Shelby County grenzen folgende Nachbarcountys:
|                              | Tipton County               |                               |
| Crittenden County (Arkansas) |                             | Fayette County                |
|                              | DeSoto County (Mississippi) | Marshall County (Mississippi) |

## Geschichte

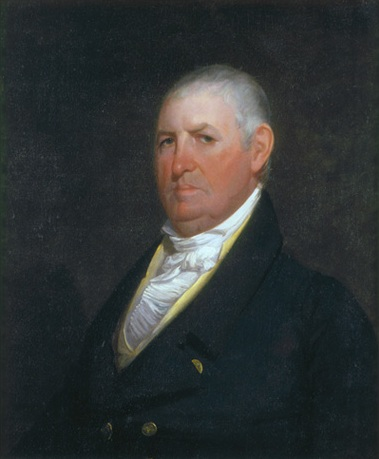
Isaac Shelby

Das Shelby County wurde am 24. November 1819 aus Teilen des Hardin County gebildet. Benannt wurde es nach Isaac Shelby (1750–1826), einem Offizier im Amerikanischen Unabhängigkeitskrieg, siegreichem Anführer bei der Schlacht von Kings Mountain und späterem ersten und fünften Gouverneur von Kentucky.

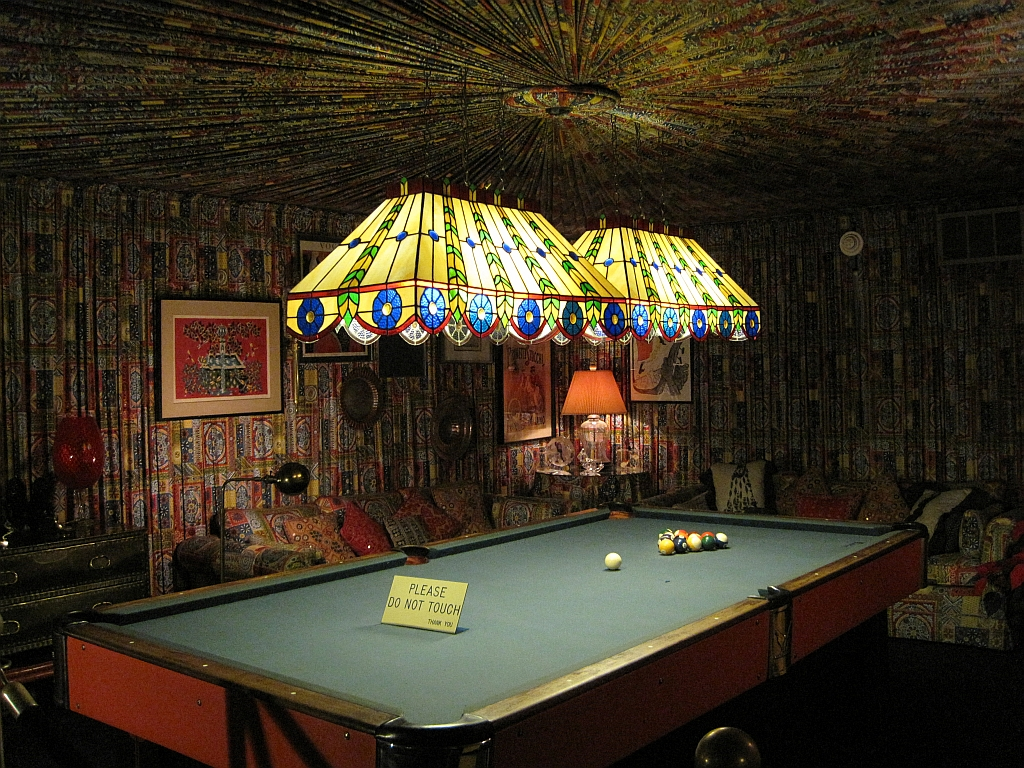
Billardzimmer in Graceland (2010)

Fünf Orte im County haben den Status einer National Historic Landmark, darunter Graceland und das Studio von Sun Records. 185 Bauwerke und Stätten des Countys sind im National Register of Historic Places (NRHP) eingetragen (Stand 4. September 2018).

## Politik
Nachdem die Republikanische Partei seit dem Jahr 2008 die meisten politischen Ämter und Führungspositionen im Shelby County übernommen hatte und über Jahre ihre Dominanz erhielt, siegten die Demokraten bei der Kommunalwahl im August 2018: Sie gewannen 21 von 26 politischen Positionen, darunter die Ämter des Bürgermeisters („mayor“) und Sheriffs, welche die Afroamerikaner Lee Harris und Floyd Bonner gewannen. Die Republikaner hatten bisher neun der zehn wichtigsten Ämter des Countys innegehabt und nach der Wahl 2018 keines mehr.

## Demografische Daten
Nach der Volkszählung im Jahr 2010 lebten im Shelby County 927.644 Menschen in 340.443 Haushalten. Die Bevölkerungsdichte betrug 74,5 Einwohner pro Quadratkilometer. In den 340.443 Haushalten lebten statistisch je 2,65 Personen.
Ethnisch betrachtet setzte sich die Bevölkerung zusammen aus 43,6 Prozent Weißen, 52,3 Prozent Afroamerikanern, 0,4 Prozent amerikanischen Ureinwohnern, 2,4 Prozent Asiaten sowie aus anderen ethnischen Gruppen; 1,3 Prozent stammten von zwei oder mehr Ethnien ab. Unabhängig von der ethnischen Zugehörigkeit waren 5,8 Prozent der Bevölkerung spanischer oder lateinamerikanischer Abstammung.
26,1 Prozent der Bevölkerung waren unter 18 Jahre alt, 63,5 Prozent waren zwischen 18 und 64 und 10,4 Prozent waren 65 Jahre oder älter. 52,3 Prozent der Bevölkerung war weiblich.

Das jährliche Durchschnittseinkommen eines Haushalts lag bei 44.705 USD. Das Pro-Kopf-Einkommen betrug 25.002 USD. 19,7 Prozent der Einwohner lebten unterhalb der Armutsgrenze.

## Ortschaften im Shelby County
Citys
| - Bartlett - Germantown - Lakeland | - Memphis - Millington |

Towns
- Arlington
- Collierville

Unincorporated Communities
| - Barretville - Brunswick - Capleville - Cloverdale - Cordova | - Cuba - Dixonville - East Acres - Ellendale - Fisherville | - Goldsmiths - Hickory Hill - Holiday Inns - Kerrville - Locke | - Lucy - Quito - Rosemark - Wilkinsville - Woodstock |

## Gliederung
Das Shelby County ist in fünf durchnummerierte Distrikte eingeteilt:
| Distrikt | Einwohner (2010) | FIPS     |
| -------- | ---------------- | -------- |
| 1        | 225.830          | 47-90158 |
| 2        | 181.269          | 47-90348 |
| 3        | 178.390          | 47-90538 |
| 4        | 271.890          | 47-90728 |
| 5        | 70.265           | 47-90918 |